# Лубомбо
Гори Лубомбо, або гори Лебомбо, довжиною 800 км, вузький хребет гір у південній частині Африки, що простяглися від міста Хлухлуве (Hluhluwe) в провінції КваЗулу-Наталь на півдні до провінції Лімпопо у ПАР на півночі. Частина гір знаходиться у ПАР, Мозамбіку і Есватіні. Національний парк Крюгер і заповідник Фонголо захищають частину гірського хребта. Гори переважають в районі Лубомбо, Есватіні.